# Chris D'Elia
Christopher (Chris) D'Elia (Montclair (New Jersey), 29 maart 1980) is een Amerikaans acteur, stand-upkomiek, filmproducent en scenarioschrijver.

## Biografie
D'Elia is een van de twee zoons van filmproducent en filmregisseur Bill D'Elia. Op twaalfjarige leeftijd verhuisde het gezin naar Los Angeles waar Chris in 1998 zijn high schooldiploma haalde aan de La Cañada High School in La Cañada Flintridge. Tijdens middelbare school begon hij te acteren in het schooltheater. Na zijn high school studeerde hij aan de New York-universiteit, maar stopte al na een jaar om zich volledig te richten op het acteren.
D’Elia begon in 1996 met acteren in de televisieserie Chicago Hope, waarna hij nog meerdere rollen speelde in televisieseries en films. Naast het acteren is hij vanaf 2006 ook actief in stand-upcomedy; hij is voornamelijk beïnvloed door Bryan Callen, Eddie Murphy en Jim Carrey.

## Filmografie

### Film
Uitgezonderd korte films.
- 2020: Life in a Year - als Phil
- 2020: Film Fest - als Josh
- 2019: The Drone - als DJ Riggs (stem)
- 2018: Half Magic - als Peter Brock
- 2017: Little Evil - als Wayne
- 2017: Band Aid - als Uber Annoying
- 2016: XOXO - als Neil
- 2016: Flock of Dudes - als Adam
- 2012: Celeste & Jesse Forever - als Snow White
- 2005: Crazylove - als Jake
- 2005: Bad Girls from Valley High - als Gavin
- 2004: Almost - als Marc

### Televisie
Uitgezonderd eenmalige gastrollen.
- 2019: You - als Joshua "Henderson" Bunter - 3 afl.
- 2018: Alone Together - als Dean - 7 afl.
- 2018: The Good Doctor - als Kenny - 4 afl.
- 2016-2017: Typical Rick - als Luke Sado - 2 afl.
- 2014-2016: Undateable - als Danny - 36 afl.
- 2015: Jennifer Falls - als Adam - 3 afl.
- 2011-2013: Whitney - als Alex Green - 38 afl.
- 2010-2011: Glory Daze - als Bill Stankowski - 10 afl.
- 1996-1997: Chicago Hope - als Luke Sarison - 2 afl.

### Filmproducent
- 2023: Chris D'elia: Grow or Die - film
- 2015: Chris D'Elia: Incorrigible - documentaire
- 2013: Chris D'Elia: White Male. Black Comic. - documentaire
- 2004: Almost - film

### Scenarioschrijver
- 2023: Chris D'elia: Grow or Die - film
- 2020: Chris D'Elia: No Pain - televisiespecial
- 2019: Comedians of the World - televisieserie - 1 afl.
- 2010-2018: Laugh Factory - televisieserie - 15 afl.
- 2017: Chris D'Elia: Man on Fire - televisiespecial
- 2015: Chris D'Elia: Incorrigible - televisiespecial
- 2013: Chris D'Elia: White Male. Black Comic. - televisiespecial
- 2011: Comedy Central Presents - televisieserie - 1 afl.
- 2009: Live at Gotham - televisieserie - 1 afl.

- Library of Congress Control Number: n2016051332
- Virtual International Authority File: 3387147665868160670000
- WorldCat: E39PBJcWrpPBhrhJ9mTDRVVjYP